# سینی کابل

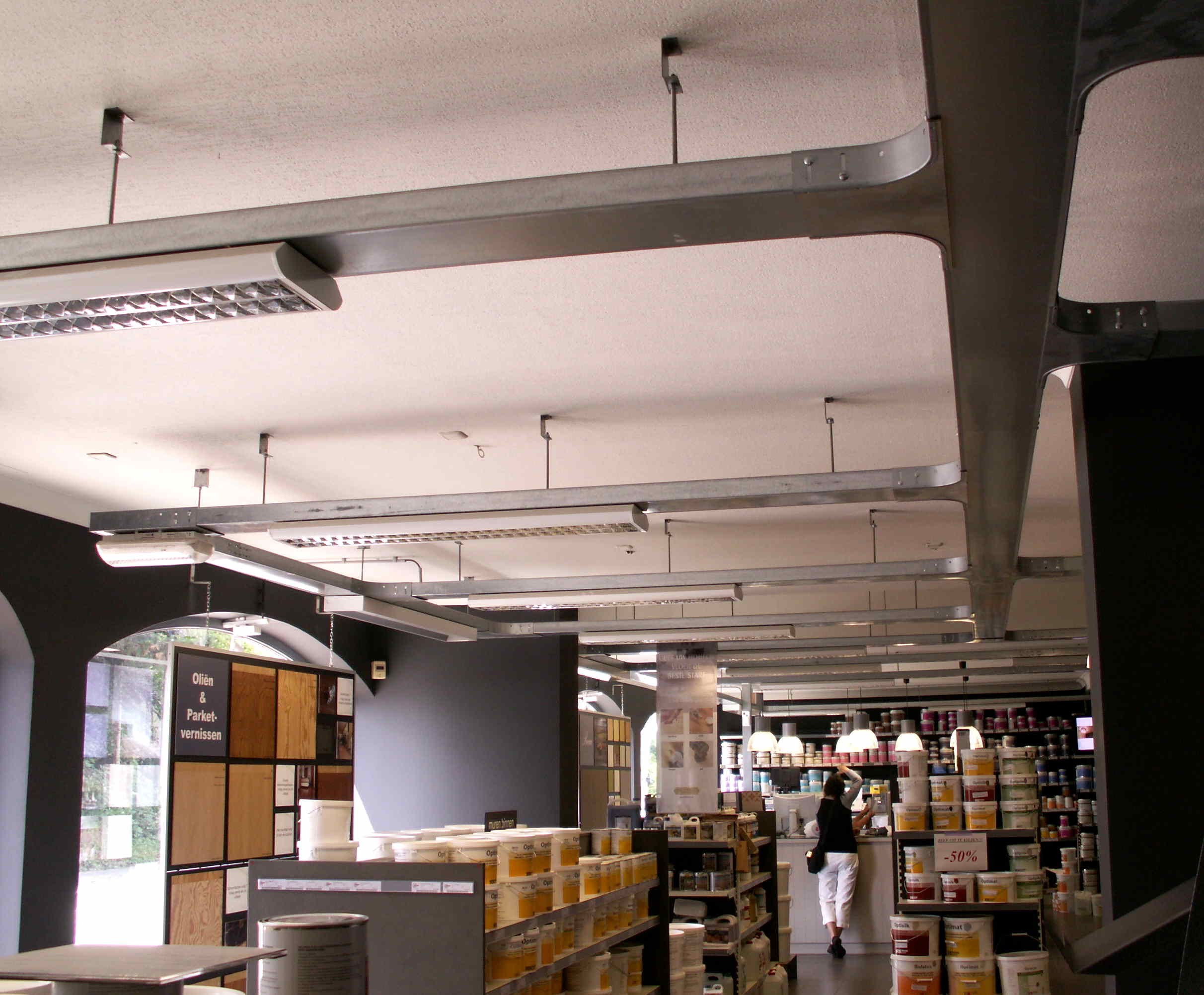
Cable trays can be used in stores and dwellings

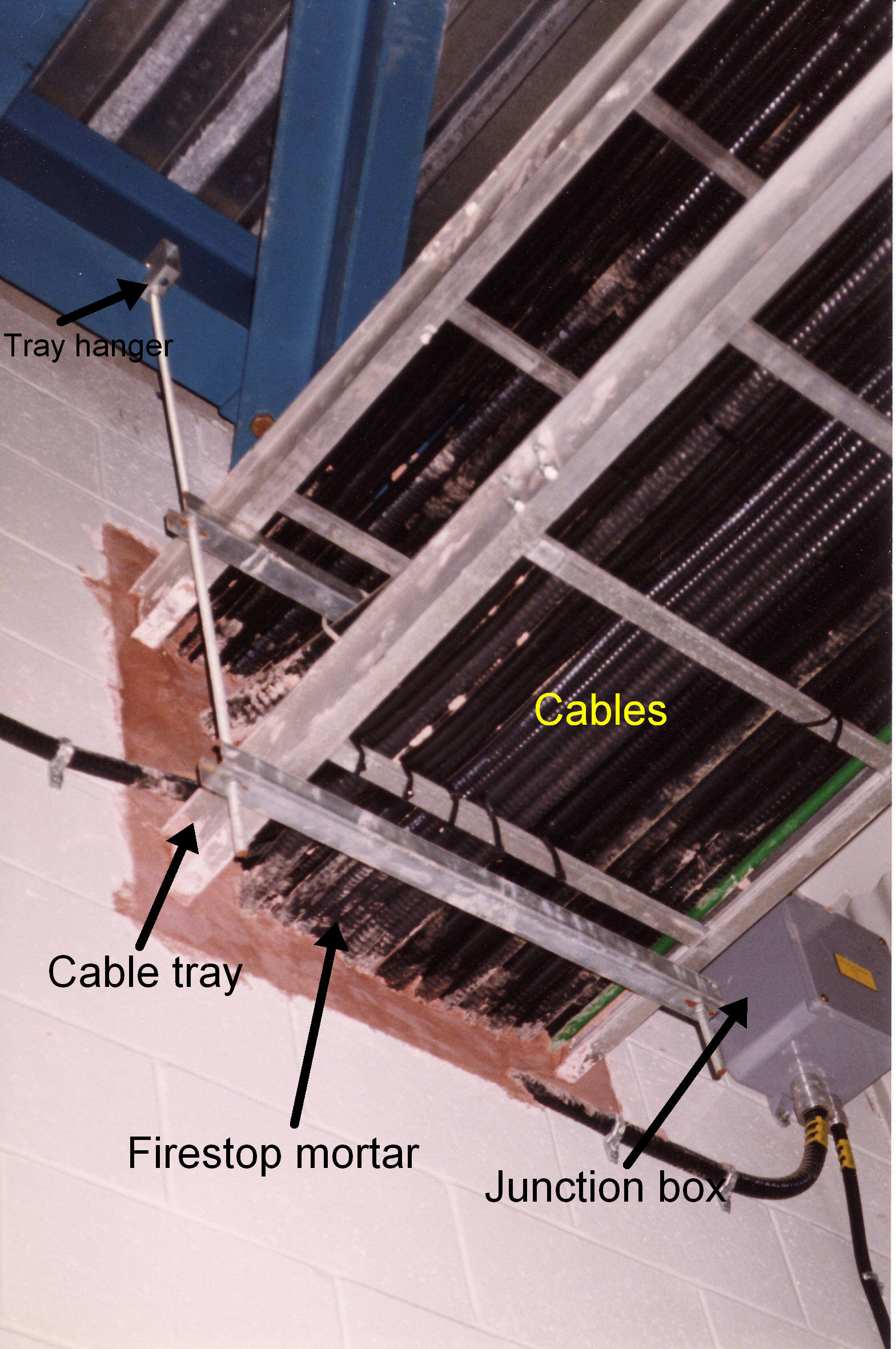
Firestopped cable tray penetration

سینی کابل (به انگلیسی: Cable tray) (پی وی سی یا فلزی گالوانیزه) در تأسیسات الکتریکی کاربرد دارد. در واقع به ترانکینگ های آلومینیومی سینی کابل گفته میشود که برای هدایت و حفاظت از کابل‌های برق و شبکه مورد استفاده قرار می‌گیرد و هچنین جهت نصب انواع مهتابی در زیر آن‌ها در ساختمان‌ها استفاده می‌شود. کابل‌ها باید در تمام طول مسیر از درون سینی کابل عبور کنند که این شامل حرکت‌های عمودی نیز می‌شود. سینی کابل ها بیشتر از فلز آهن با روکش گالوانیزه مورد مصرف قرار می گیرند ولی از جنس استیل و آهن رنگ شده و حتی از جنس پلاستیک نیز ساخته می شود.
نوع جدید این سینی‌ها سینی‌های پی وی سی می‌باشد.
سینی کابل pvc به دلیل داشتن ویژگی‌های خاص مناسب برای استفاده در سیستمهای تأسیسات برق می‌باشد.
- تنوع در قطعات و اتصالات که هر نوع شکل‌دهی را به راحتی امکان‌پذیر می‌سازد.
- غیرقابل اشتعال بودن قطعات
- ساخت و تولید مطابق با استانداردهای بین‌المللی و استاندارد اروپا
- سینی و نردبانهای کابل با ورق استیل مقاوم در برابر بخارهای اسیدی و سایر مواد شیمیایی
- دارای لبه‌های صاف و عدم صدمه به کابل می‌شود.
- مقاوم در برابر ضربه
- ایدئال برای مناطق آب و هوایی مرطوب
- دارای عمر بسیار بالا
- سایزهای متنوع
- تحمل وزن بالا

## انواع سینی کابل

### سینی کابل گالوانیزه فابریک
در صنعت برق برای حفاظت از کابل‌ها و عبور آن، از نگهدارنده کابل که سینی کابل به انگلیسی cable tray نامیده می‌شود استفاده می‌کنند که عموماً برای ساخت آن از ورق گالوانیزه یا جی آر پی یا استیل استفاده می‌کنند.
سینی کابلهایی که در سوله‌ها و پارکینگ‌ها و مکان‌های مسقف استفاده می‌شوند از جنس گالوانیزه فابریک هستند

### سینی کابل رنگی پودری استاتیک
از ویژگیهای منحصر به فرد پوشش با غلظت بالا-داشتن مقاومت در مقابل رطوبت حرارت و اشعه uvخورشید می‌باشد.

### سینی کابل آبکاری گرم
سینی کابل‌ها گالوانیزه با آبکاری گرم می‌باشد که ضد زنگ بوده و مناسب محیط‌های مرطوب می‌باشد. در مواردی که محیط اسیدی یا دارای رطوبت بالایی باشد از گرید های استنلس استیل مثل استنلس استیل 316L و سینی کابل های FRP و GRP استفاده می کنند.

### سایز های سینی کابل
جدول انواع سینی کابل گالوانیزه سرد و گرم در عرض‌ها و ضخامت‌های مختلف آورده شده است.
| عرض سینی کابل (سانتی‌متر) | ضخامت ورق (میلی‌متر) | نوع پوشش            | طول سینی (متر) | نوع سینی       |
| ------------------------ | ------------------- | ------------------- | -------------- | -------------- |
| سینی کابل عرض 5 سانت     | 0.5 الی 2           | گالوانیزه سرد و گرم | 2 و (3 سفارشی) | ساده و پانچ‌دار |
| سینی کابل عرض 10 سانت    | 0.5 الی 2           | گالوانیزه سرد و گرم | 2 و (3 سفارشی) | ساده و پانچ‌دار |
| سینی کابل عرض 15 سانت    | 0.5 الی 2           | گالوانیزه سرد و گرم | 2 و (3 سفارشی) | ساده و پانچ‌دار |
| سینی کابل عرض 20 سانت    | 0.5 الی 2           | گالوانیزه سرد و گرم | 2 و (3 سفارشی) | ساده و پانچ‌دار |
| سینی کابل عرض 30 سانت    | 0.5 الی 2           | گالوانیزه سرد و گرم | 2 و (3 سفارشی) | ساده و پانچ‌دار |
| سینی کابل عرض 40 سانت    | 0.9 الی 2           | گالوانیزه سرد و گرم | 2 و (3 سفارشی) | ساده و پانچ‌دار |
| سینی کابل عرض 50 سانت    | 0.9 الی 2           | گالوانیزه سرد و گرم | 2 و (3 سفارشی) | ساده و پانچ‌دار |
| سینی کابل عرض 60 سانت    | 0.9 الی 2           | گالوانیزه سرد و گرم | 2 و (3 سفارشی) | ساده و پانچ‌دار |